# María Bernal
María Bernal (Ciudad de México, México, 30 de julio de 1980) es una cantante, músico y compositora. Exintegrante del grupo musical Kaay. Ha compuesto canciones para diversos artistas como Thalía, Kalimba, Camila, Yuridia, Malú, entre otros. Como parte del grupo Kaay, recibió una nominación en 2015 al Latin Grammy como mejor nuevo artista.  Ha sido premiada por la BMI, Ascap Y SACM.

## Biografía
Cantautora mexicana, nacida el 30 de julio de 1980 en Ciudad de México. Nieta del también compositor Miguel Bernal Jiménez,  María Bernal empezó su vida profesional a los 15 años, en el grupo coreográfico vocal Perfiles (después llamados Crush), con el cual tuvo 2 discos producidos por Memo Mendez Guiú en Azteca Music.
Estudió la carrera de música en el 2002 en la academia de música Fermatta en el mismo año empezó a componer, debutando con la canción “No me quiero enamorar”, interpretada por Kalimba, como coautora la cual fue premiada en 2003 por BMI, Ascap y SACM por mejor canción del año.
En 2007 comienza Kaay, grupo formado por María Bernal, Cecy Leos y Renee Camacho. En 2010 Emilio Ávila se suma como mánager y en 2011 firma con Sony Music debutando así con su primer disco “KAAY” con el que se desprendieron los temas “Qué Pena”, “Así” y “Ni Me Gustabas tanto” llegando a los primeros lugares de radio. Para su segundo disco “Des-equilibrio” estuvieron nominadas como “Mejor Nuevo Artista ” en los Latin Grammy 2015 y se desprenden los sencillos “Mi Corazón es tuyo” tema de la telenovela Mi corazón es tuyo y ganadora cómo mejor tema de Novela en 2014. Entre otros temas destacados se encuentran: “Desequilibrio” y “Nunca Dije” cómo sencillos, y “Mientras Siga en Pie”.
Kaay realizó giras por la mayor parte de la república Mexicana y Ciudad de México tocando en foros como el Lunario, Teatro Metropolitan, Arena México, Arena Monterrey, Auditorio Nacional entre otros. En agosto de 2017 Kaay da su despedida empezando así su etapa como solista. 
En su carrera como compositora, María Bernal ha escrito canciones emblemáticas de la música en español como "Equivocada", y "Habítame Siempre" de Thalía, "No me Quiero Enamorar" de Kalimba, "Blanco y Negro" de Malú, entre otros.
En 2018 lanza su primer sencillo como solista :  "Un Último Beso" con buena aceptación en redes sociales, compartiendo escenario con artistas como Armando Manzanero, Pedro Capó, entre otros.

## Discografía
Perfiles / Crush
- Perfiles (1999)
- Crush - Está cañón (2002)

KAAY
- Kaay (2012)[13]
- Desequilibrio (2014)[14]

María Bernal
- Sencillo: Un último beso (2018)[15]
- Sencillo: Brillar (2018)[16]
- Sencillo: Al Final (2019)[17]
- Sencillo: Desde Cero (2020)[10]
- Sencillo: Ya (2020)[18]
- Sencillo: Entre Cuatro Paredes (2021)
- Sencillo: Alerta (2021)[19]
- Sencillo: Toda Todita (2021)[20]
- Sencillo: El Primer Tren (2021)[21]

## Premios y nominaciones
| Año  | Trabajo nominado                | Premio           | Categoría             | Resultado |
| ---- | ------------------------------- | ---------------- | --------------------- | --------- |
| 2004 | Kalimba - No me quiero enamorar | BMI,Ascap, SACM  | Canción del año       | Ganador   |
| 2010 | Thalía - Equivocada             | SACM             | Mejor canción del año | Ganador   |
| 2010 | Malú - Guerra Fría              | Latin Grammy     | Mejor Álbum del año   | Ganador   |
| 2015 | Kaay                            | Latin Grammy     | Mejor Nuevo Artista   | Nominado  |
| 2015 | Kaay - Mi Corazón Es Tuyo       | Premios Juventud | Mejor Tema de Novela  | Ganador   |

## Composiciones
| Canción                  | Artista                                                                                     | Álbum                      | Año  | Coautores                                                                                   |
| ------------------------ | ------------------------------------------------------------------------------------------- | -------------------------- | ---- | ------------------------------------------------------------------------------------------- |
| «No me quiero enamorar»  | Kalimba                                                                                     | Aerosoul                   | 2004 | Edgar Oceransky / Mario Domm                                                                |
| «Perderte de nuevo»      | Camila                                                                                      | Todo Cambió                | 2006 | Mario Domm / Samuel Parra                                                                   |
| «Desde que estás aquí»   | Diego Boneta                                                                                | Más                        | 2007 |                                                                                             |
| «Me Pierdo»              | Yuridia                                                                                     | Entre mariposas            | 2007 | Javier Calderón                                                                             |
| «Aunque no estés»        | Mariana Ochoa, Álex Ubago                                                                   | Luna Llena                 | 2007 | Manu Moreno                                                                                 |
| «Estrellas en mi piel»   | Bárbara Muñóz                                                                               | Bárbara                    | 2008 | Julio Ramírez / Bárbara Muñóz                                                               |
| «Otro día sin ti»        | Bárbara Muñóz                                                                               | Bárbara                    | 2008 | Bárbara Muñóz                                                                               |
| «Equivocada»             | Thalía                                                                                      | Primera fila: Thalía       | 2009 | Mario Domm                                                                                  |
| «Vuelve a amarme»        | Paty Cantú                                                                                  | Afortunadamente no eres tú | 2010 | Paty Cantú / Mitchkin Voyzo                                                                 |
| «Fue sólo sexo»          | Paty Cantú                                                                                  | Afortunadamente no eres tú | 2010 | Jules Ramllano / Paty Cantú                                                                 |
| «Blanco y negro»         | Malú                                                                                        | Blanco y negro             | 2010 | Jules Ramllano / Aitor García / Armando Ávila                                               |
| «Así lo Haré»            | Malú                                                                                        | Blanco y negro             | 2010 | Armando Ávila / Jules Ramllano                                                              |
| «Habítame Siempre»       | Thalía                                                                                      | Habítame Siempre           | 2012 | Mario Domm                                                                                  |
| «Que Pena»               | Kaay                                                                                        | Kaay                       | 2012 | Mario Ponce                                                                                 |
| «Así»                    | Kaay                                                                                        | Kaay                       | 2012 | Sofy Mayen                                                                                  |
| «Para Olvidar»           | Kaay                                                                                        | Kaay                       | 2012 | Leonel García                                                                               |
| «Por Favor»              | Kaay                                                                                        | Kaay                       | 2012 | Jules Ramllano / Elizabeth Fuentes / C. Rodríguez                                           |
| «Tan sólo tú»            | Kaay                                                                                        | Kaay                       | 2012 |                                                                                             |
| «Nada Alrededor»         | Samo                                                                                        | Inevitable                 | 2013 | Mauro Muñóz                                                                                 |
| «Paraíso en destrucción» | Ov7                                                                                         | A tu lado                  | 2013 | Óscar Schwebel                                                                              |
| «Ya estuve aquí»         | Abel Pintos                                                                                 | Abel                       | 2013 | Abel Pintos                                                                                 |
| «La Abuelita»            | Dani Martín                                                                                 | Dani Martín                | 2013 | Dani Martín                                                                                 |
| «Para cuando no esté»    | Kaay                                                                                        | Desequilibrio              | 2014 | Cecy Leos / René Camacho                                                                    |
| «Mientras siga en pie»   | Kaay                                                                                        | Desequilibrio              | 2014 | Claudia Brant                                                                               |
| «Cielo en radiación»     | Kaay                                                                                        | Desequilibrio              | 2014 |                                                                                             |
| «Besos de papel»         | Kaay                                                                                        | Desequilibrio              | 2014 | Angel Dávalos                                                                               |
| «Si alguna vez»          | María León                                                                                  | Guerra de Ídolos           | 2017 | María León                                                                                  |
| «Un último beso»         | Maria Bernal                                                                                | Un último beso             | 2018 | Cecy Leos / Sarmad                                                                          |
| «Viviendo en vano»       | Los Claxons                                                                                 | Maldita Felicidad          | 2018 | Cecy Leos / Mauricio Sánchez                                                                |
| «Brillar»                | María Bernal                                                                                | Brillar                    | 2018 |                                                                                             |
| «Al Final»               | María Bernal                                                                                | Al Final                   | 2019 |                                                                                             |
| «Desde Cero»             | María Bernal, Art de las Fuentes, Miky Mendozza, Carlo Michel                               | Desde Cero                 | 2020 | Art de las Fuentes, Miky Mendozza, Carlo Michel                                             |
| «Ya»                     | María Bernal, Art de las Fuentes, Miky Mendozza, Diego Amoz, Jesús Hidalgo                  | Ya                         | 2020 | Art de las Fuentes, Miky Mendozza, Diego Amoz, Jesús Hidalgo                                |
| «Así de Siempre»         | Jessica Díaz                                                                                | Así de Siempre             | 2020 | Miky Mendozza, Art de las Fuentes, Joey Benjamin, Oscar Mont, Jessica Díaz                  |
| «Contigo»                | Sasha Sökol                                                                                 | Contigo                    | 2020 | Sasha Sökol                                                                                 |
| «Entre Cuatro Paredes»   | María Bernal, Art de las Fuentes                                                            | Entre Cuatro Paredes       | 2021 | María Bernal, Art de las Fuentes                                                            |
| «Alerta»                 | Vivir Quintana, María Bernal, Cynthia Martínez, Edna Hernández, Malena Duarte, Irina Índigo | Alerta                     | 2021 | Vivir Quintana, María Bernal, Cynthia Martínez, Edna Hernández, Malena Duarte, Irina Índigo |
| «Toda Todita»            | María Bernal, Paulina Goto, Lucía Covarrubias                                               | Toda Todita                | 2021 | María Bernal, Paulina Goto, Lucía Covarrubias Mikky Mendozza, Art de las Fuentes            |
| «El Primer Tren»         | María Bernal, Mariana Peregrina                                                             | El Primer Tren             | 2021 | María Bernal, Mariana Peregrina                                                             |